# HDCAM

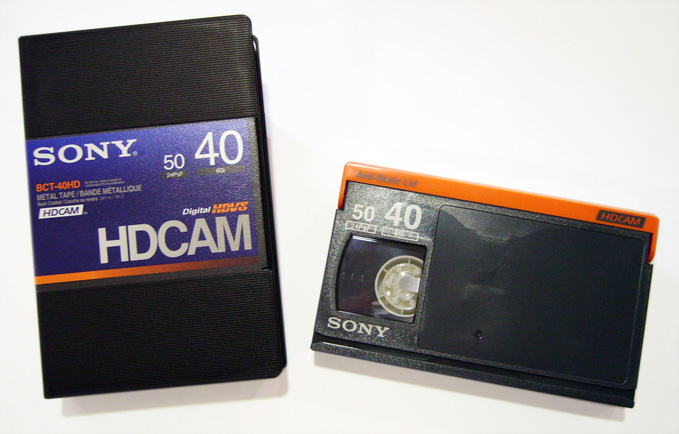
HDCAM Tape

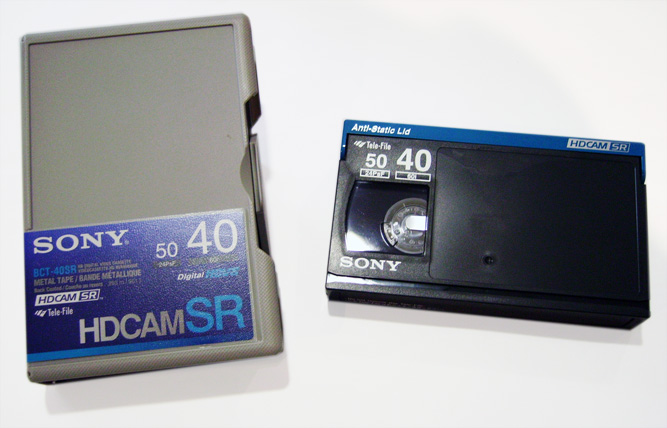
HDCAM SR Tape

HDCAM – wprowadzony w 1997 roku system cyfrowego zapisu obrazu HD i dźwięku na taśmie magnetycznej. 
HDCAM uważa się za następcę cyfrowego systemu zapisu obrazu w standardowej rozdzielczości – Digital Betacam. System pozwala na zapis obrazu przy użyciu kompresji 3:1:1, przy 8 bitowym próbkowaniu. W trybie zapisu 1080i rozdzielczość nagranego na taśmę materiału video wynosi 1440×1080. Przy odtwarzaniu materiału, obraz zapisany na taśmie magnetycznej jest powiększany do pełnej rozdzielczości HD – 1920×1080. Bitrate materiału nagranego na taśmie HDCAM wynosi 144 Mbit/s. System HDCAM pozwala na zapis na taśmie magnetycznej 4 ścieżek dźwiękowych w cyfrowym standardzie AES/EBU o parametrach zapisu 20-bit/48 kHz. 
Podobnie jak w systemie Betacam, kasety HDCAM produkowane są w dwóch rozmiarach. Małym, oznaczanym literą S (kasety o długości zapisu do 40 minut materiału) oraz L (kasety o długości zapisu do 124 minut materiału). System HDCAM jest obecnie używany przez wiele stacji telewizyjnych w Europie i na świecie jako podstawowy standard zapisu audycji w wysokiej rozdzielczości. 
Następcą dużych, nieporęcznych kaset magnetycznych HDCAM został dysk optyczny wielokrotnego zapisu PFD (Professional Disc) wynaleziony w 2003 roku i stosowany w telewizyjnych kamerach reporterskich XDCAM HD na całym świecie. Zaletą dysku PFD jest niewielki rozmiar oraz wysoka trwałość.